# 費夫布魯克斯 (加利福尼亞州)
費夫布魯克斯（英語：Five Brooks）是位於美國加利福尼亞州馬林縣的一個非建制地區。該地的面積和人口皆未知。

## 地理
費夫布魯克斯的座標為38°00′04″N 122°45′28″W / 38.00111°N 122.75778°W，而該地的平均海拔高度為59米（即194英尺）。